# Mongolie aux Jeux paralympiques d'été de 2008
La Mongolie, aux Jeux paralympiques d'été de 2008, a gagné une médaille d'or, gagnée par Dambadondogiin Baatarjav en tir à l'arc handisport.

## Participants
- Dambadondogiin Baatarjav (Tir à l'arc)
- Byambasurengiin Javzmaa (Tir à l'arc)
- G. Munkhbat (Athlétisme)
- N. Badral (Athlétisme)
- Yadamsurengiin Nasanbat (Tir)
- Byambasurengiin Javzmaa (Judo)

## Liste des médaillés mongoles

### Médailles d'Or
| Médaille                       | Nom                      | Édition    | Sport       | Événement          |
| ------------------------------ | ------------------------ | ---------- | ----------- | ------------------ |
| Médaille d'or, Jeux olympiques | Dambadondogiin Baatarjav | Pékin 2008 | Tir à l'arc | Homme individuelle |